# 千円亭主
千円亭主（せんえんていしゅ）は、1970年代後半に日本で流行した言葉である。現在はあまり使われていない。

## 意味
1. 毎日1,000円ずつ使って1日（仕事をしている時間）を過ごすサラリーマンなどの事。
2. そのような厳しい状態にある人を揶揄する目的でつかわれる語。

　また、それ以前には、百円亭主・五百円亭主などもあったが、高度経済成長によるインフレーションのため、1,000円になった。